# Cantonul Tarbes-2
Cantonul Tarbes-2 este un canton din arondismentul Tarbes, departamentul Hautes-Pyrénées, regiunea Midi-Pyrénées, Franța.